# Ionizzazione di Penning
La ionizzazione di Penning è un tipo di ionizzazione chimica che coinvolge reazioni tra atomi e/o molecole neutre. 
Il processo prende il nome dal fisico olandese Frans Michel Penning che lo descrisse per primo nel 1927.

## Meccanismo
La ionizzazione di Penning consiste nell'interazione tra un atomo (o una molecola) in uno stato eccitato in fase gas G* e una molecola bersaglio M, risultante nella formazione di un catione radicale molecolare M+., un elettrone e−, e una molecola neutra in fase gas G:
{\displaystyle G^{*}+M\to M^{+\bullet }+e^{-}+G}
La ionizzazione di Penning avviene quando la molecola bersaglio ha un potenziale di ionizzazione più basso dell'energia interna dell'atomo (o molecola) eccitato.

## Ionizzazione associativa di Penning
La ionizzazione associativa di Penning può anche avvenire quando:
{\displaystyle G^{*}+M\to MG^{+\bullet }+e^{-}}

## Ionizzazione di Penning di una superficie
La ionizzazione di Penning di una superficie si riferisce all'interazione di atomi (o molecole) di gas allo stato eccitato con una superficie, S, che porta al rilascio di elettroni.
{\displaystyle G^{*}+S\to G+S+e^{-}}
(Il simbolo della carica positiva, {\displaystyle S^{+}}, che dovrebbe apparire per la conservazione della carica, è omesso perché S è una superficie macroscopica e la perdita di un elettrone non ha alcun effetto osservabile).

## Spettrometria di massa a scarica a bagliore
Nella spettrometria di massa a scarica a bagliore avvengono due meccanismi di ionizzazione: l'impatto elettronico diretto e la ionizzazione di Penning. Quest'ultima avviene per impatto di un atomo di argon, Ar+, del plasma con le molecole di analita.